# Julio López Guixot
Julio López Guixot (Murcia, fecha de nacimiento desconocida - Alicante, 22 de julio de 1958), más conocido como El asesino de las quinielas, fue un conocido asesino en la ciudad de Alicante tras conocerse el porqué de aquel delito de homicidio en 1954. Debe ese alias a que cometió aquel crimen por arruinarse invirtiendo en quinielas.

## Infancia
Julio López Guixot nació en Murcia. De padres desconocidos, fue entregado a la Beneficencia, donde le impusieron el nombre de Julio Meseguer Linares. Se dice que este comienzo marcó toda su vida. Algunos de sus amigos opinaban que López Guixot se pasó toda su existencia quejándose y maldiciendo a la afrenta de su nacimiento, por lo que odiaba a la sociedad y había desarrollado un carácter áspero.

## Biografía

### Primera condena
En septiembre de 1943, López Guixot ingresó como voluntario en el Ejército del Aire y pocos días más tarde fue objeto de un expediente por ser el autor de una carta en la que se incitaba a la rebelión militar. Fue condenado a 10 años de prisión. Tras cumplir condena, se hizo muy amigo de un joven ilicitano empleado de banca: José Segarra. Su relación se hizo más intensa al conocer a la hermana de éste, Asunción, con la que estableció un apasionado romance.

### Origen del crimen
A lo largo de su vida, López Guixot necesitó destacar. Un día descubrió una fórmula que, según él, le permitiría acertar frecuentemente trece resultados en las quinielas. Logró convencer a Segarra y otros dos amigos para fundar una peña quinielística. Pidieron créditos bancarios, algunos de ellos a muy alto interés, siempre espoleados por López Guixot. Consiguieron poner en marcha la experiencia que resultó un enorme fracaso. A consecuencia del mismo, los amigos se quedaron en una situación económica desastrosa.
López Guixot resultó muy afectado. Se prometió perfeccionar su sistema para recuperar todo lo invertido. Era muy ambicioso, y su vida nunca había sido nada prometedora. Sin embargo, se negaba a ser una víctima de la sociedad. Aunque con dificultad, consiguió más socios capitalistas, logrando demostrar la eficacia de su método ganando varios premios, uno de ellos de 64.000 pesetas. Aquel éxito arrastró a López Guixot a que aumentara la inversión sin obtener los resultados deseados. Los amigos desistieron y el socio capitalista se decepcionó por los resultados, abandonando a López Guixot que quedó lleno de deudas y otra vez desesperado. En este momento, Julio visualizó la idea del crimen.

### Desarrollo del delito
Aprovechando la amistad que tenía con José Segarra, un hombre que le admiraba incondicionalmente, López Guixot le planteó la posibilidad de atracar al encargado de transportar dinero desde la central de Alicante hasta la sucursal de Elche, Vicente Valero Marcial. Este acabó por aceptar y acordaron desvalijarle, aprovechando sus frecuentes viajes de transporte de dinero. Vicente era un viejo amigo y compañero de Segarra, una persona sencilla y de fácil engaño.
El plan era simple: alquilar una casita para veraneantes donde habrían de cometer el crimen, pues sabían que eran incapaces de robarle sin tener que darle muerte. Se encargaron de escribir una carta dirigida a Segarra en la que supuestamente una antigua novia había decidido pasar el verano en Alicante y le animaba a visitarle, pidiéndole que llevara un amigo para una compañera que estaba con ella. Esta era la trampa para Valero, a quien tenían por mujeriego. López Guixot se desplazó a la colonia Vistahermosa, cercana a Alicante, y allí alquiló una casita para una supuesta familia de Albacete, dejando una señal de quinientas pesetas, obteniendo a cambio la llave del inmueble. Avisó también a un amigo de Logroño que habría de intervenir en caso de que algo saliera mal. Por su parte, Segarra mostró la carta a Valero invitándole a ser su acompañante, lo que el otro aceptó y quedó en que llegado el momento le avisaría.
El viernes 30 de julio de 1954, Segarra escuchó que a Valero le enviaban a recoger dinero a Alicante por lo que vio llegada la ocasión que esperaba. Se apresuró a pedir permiso para ir al médico que, según él, le había citado urgentemente, avisando después a Julio que se trasladó en moto a Alicante junto a su cómplice de Logroño. Segarra y Valero quedaron citados con las supuestas chicas en Vistahermosa. 
Valero había ido al banco a por el dinero que tenía que recoger. Ya en la casa, entró primero Segarra, seguido de Valero, quien fue sorprendido por López Guixot, que lo esperaba desde hacía una hora. Sin darle tiempo a reaccionar, le golpeó en la nuca con un pequeño yunque de zapatero envuelto en trapos. Al darse la vuelta tambaleante recibió otro golpe en la frente que le hundió el cráneo. Tan sólo recogieron de su cartera 40.000 pesetas. De lo que Segarra y López Guixot no se percataron fue que su víctima llevaba más de 250.000 escondidas en su ropa.
En la casa quedaba Valero, herido de muerte que sufriría una larga agonía, y López Guixot, su asesino, que trataba de concentrarse en la tarea de limpiar las huellas. Aunque había quedado encargado de hacer desaparecer el cadáver, no se atrevió a llevarlo a cabo. Lo dejó abandonado en el interior de la vivienda. Optó por decirle a Segarra que se había desprendido del cuerpo donde nadie lo encontraría y fue capaz de vivir cuatro meses despreocupadamente e incluso llegó a casarse con la hermana de Segarra, mientras el cadáver permanecía en la casita de Vistahermosa.

### Detención y muerte
La administradora de la casita de Vistahermosa descubrió un hedor sospechoso que salía de la casa, la cual no había sido ocupada desde entonces. La mujer, alarmada, avisó a la Guardia Civil. Los restos encontrados, especialmente un trozo de papel blanco con una huella dactilar y la punta de un pañuelo, ambos semiquemados, encaminaron la investigación hacia el empleado del banco de Elche desaparecido con una gran cantidad de dinero. Aquello llevó fácilmente a la detención de Segarra y la búsqueda incesante de López Guixot que disfrutaba de su luna de miel con Asunción Segarra. 
López Guixot nunca tuvo suerte con las quinielas, pero de manera irónica, su mayor premio hasta la fecha fue la causa de su detención. Se supo que había acertado un boleto al que correspondían 127.000 pesetas que sólo podría cobrar en las delegaciones de Murcia o Cartagena. Fue en Murcia donde los policías le detuvieron cuando entraba en la oficina de apuestas. Iba del brazo de su mujer que estaba ajena a todo el entramado del crimen. Se tomó la detención con cierto alivio, porque, según dijo, vivía angustiado, y lo confesó todo con gran lujo de detalles. 
Tanto él como su cuñado fueron condenados a muerte, pero mientras Segarra alcanzó la gracia del indulto, Julio fue ejecutado en el garrote vil en el verano de 1958 por el verdugo Antonio López Sierra en Alicante.
En 2019 Jesús del Val publica, "El crimen de la quiniela" donde cuenta la historia de Julio López Guixot.